# Virginaal

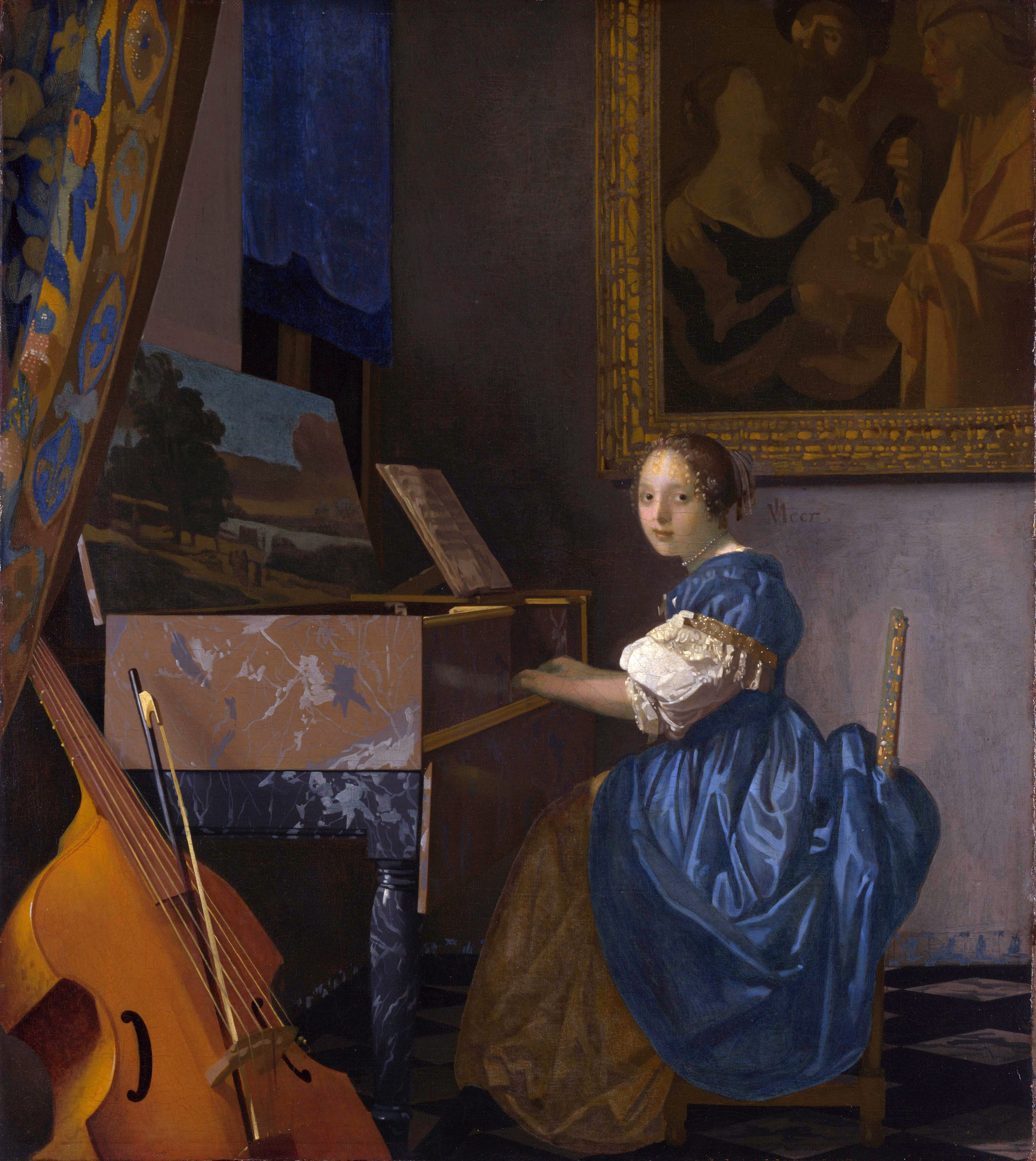
Dame aan het virginaal, Johannes Vermeer, National Gallery, London

Een virginaal is een toetsinstrument met enkelkorige besnaring die steeds parallel met het toetsenbord ligt.

## Kenmerken
Het virginaal is samen met het spinet de vroegste en eenvoudigste vorm van het klavecimbel. In tegenstelling tot het klassieke klavecimbel liggen de snaren haaks op de toetsen. Hierin komt het virginaal overeen met het spinet, dat zich door de driehoekige vorm van het virginaal onderscheidt. Uiterlijk lijkt het virginaal op het klavechord dat echter volgens een geheel ander principe gebouwd is.

## Muselaar
Bij het virginaal worden de snaren evenals bij het klavecimbel aan het einde getokkeld. Een muselaar is een virginaal waarbij de snaren in het midden getokkeld worden. Hierdoor ontstaat een grondtonige klank. Omdat de snaren in het midden het sterkst trillen wordt snel spel hierdoor ook problematisch. Het toetsenbord ligt bij een muselaar over het algemeen aan de rechterzijde, bij een virginaal aan de linkerzijde. Het instrument dat op enkele schilderijen van Johannes Vermeer te zien is, is dus waarschijnlijk een muselaar.

## Muziek voor virginaal
In de 16e eeuw werd de term virginaal ook in ruimere zin gebruikt voor verschillende soorten klavecimbels. De muziek van de Engelse virginalisten is dus niet uitsluitend voor het virginaal bedoeld, maar kan ook op het spinet of klavecimbel ten gehore worden gebracht. Ook andere componisten maakten geen onderscheid tussen muziek voor klavecimbel, spinet of virginaal. Vrijwel alle klavecimbelmuziek kan dus ook op het virginaal uitgevoerd worden. Gezien het geringere klankvolume van het virginaal is dit instrument echter minder geschikt voor uitvoeringen in grote ruimtes of met grotere ensembles.

## Bekende spelers
- Gary Cooper

- Gemeinsame Normdatei: 4188384-6
- MusicBrainz: 635db582-10ba-4488-8574-0a616090b599
- Nationale Bibliotheek van Tsjechië: ph1035371